# Travanca (Vinhais)
Travanca ist ein Ort und eine ehemalige Gemeinde (Freguesia) im portugiesischen Kreis Vinhais. Die Gemeinde hatte 114 Einwohner (Stand 30. Juni 2011).
Am 29. September 2013 wurden die Gemeinden Travanca und Santa Cruz zur neuen Gemeinde União das Freguesias de Travanca e Santa Cruz zusammengeschlossen. Travanca ist Sitz dieser neu gebildeten Gemeinde.